# Reki Kawahara
Reki Kawahara (川原 礫, Kawahara Reki) é um escritor japonês de light novels. É o autor das LNs Accel World e Sword Art Online. Nascido em 1974 (45 anos) em Takasaki, Japão.
Kawahara escreveu a série Sword Art Online para participar da competição Dengeki Novel Prize realizada pela ASCII Media Works. Como o projeto ultrapassou o limite de páginas e ele não pode concorrer, publicou a série na internet em 2002, através do pseudônimo Fumio Kunori (九里史生, Kunori Fumio). Em 2008, o autor entrou na mesma competição com o título Accel World e ganhou o Grande Prêmio. Assim, a Light Novel foi publicada e, mais tarde, Sword Art Online também foi republicada em uma versão impressa. Sword Art Online foi uma das suas maiores obras, inclusive, o arco que ele mais gostou de escrever foi o Sword Art Online: Fatal Bullet, que conta a história do personagem principal Kirito, depois da ocorrência do incidente de Sword Art Online, onde ele tende a ser um detetive, para descobrir quem esta por trás das mortes de um jogo VR (Realidade virtual) sobre no qual, se trata de armas modernas, ao contrário da primeira temporada do anime. Atualmente esta série possui, em animação, 3 temporadas (a 3.ª dividida em três partes), 1 OVA e 3 filmes.
Obras:
•Sword art online(27 volumes, em publicação).
•Sword art online: Progressive(8 volumes, em publicação).
•Accel World(26 volumes, em publicação).
•The isolator(5 volumes, em publicação).
•Demon's Crest(2 volumes, em publicação).